# BS TV 도쿄

BS TV 도쿄(BSテレビ東京)는 TV 도쿄·TXN계열 BS위탁방송 사업자이다. 원래 방송사명은 BS JAPAN.

## 연혁
- 1998년 12월 14일 - 주식회사 비 에스 재팬(ビー・エス・ジャパン)설립
- 2000년 12월 1일 - 본방송 개시.개국 당초부터, 풀 스펙(화소수 1920×1080) 하이비전 방송을 실시한다.
- 2005년 7월 4일 -회사상호를 현재 사용하는 상호로 변경, 동시에 본사를 이전
- 2005년 9월 30일 - 라디오 방송 종료
- 2007년 3월 - 민방계열 BS디지털 방송국으로서는 BS후지와 함께 첫 번째로 연간 결산 흑자를 달성한다.
- 2018년 4월 16일 방송 해상도가 1440×1080으로 하락.
- 2018년 10월 1일 - 사명은 BS TV 도쿄(BSテレビ東京)로 변경. 서비스명은 BS 테레도(BSテレ東)로 갱신.

## 채널 개요

### 텔레비전 방송
- BS171~173ch을 할당받았으며 임시 방송용으로 179ch를 할당받았으나 현재는 사용하지 않고 있다. 리모콘 키 ID 는7.

### 독립 데이터 방송
- BS770~779ch을 할당받았다.
- 그중에서도 777 ch는 최근까지 BS디지털 보도국의 데이터 방송으로서는 드물게 시간대마다 방송 내용이 바뀌었는데, 평일 낮에 주가정보를, 그 이외의 시간대에 별점 프로그램이나 통신 판매 프로그램을 방송하고 있었지만, 현재는 매일 주가정보를 방송하고 있다.
- 예전에는 770ch에서 데이터 방송 포털 사이트, 773·778ch에서 쌍방향 서비스의 안내 등, 774ch가 생활정보를 방송한다.779ch는 생활정보 방송채널 부속채널로 밤에는 음악 프로그램을 방송하고 있었다.

### 라디오 방송
- 음악을 중심으로 방송하고 있었지만, 2005년 9월 30일 종료했다. 이후 779ch에서 밤 시간대에 음악 프로그램을 방송했으나 2008년 3월 30일을 기해 이 방송도 종료했다. 방송이 운영되던 시절에는 전자 프로그램 가이드를 적용하지 않았기 때문에 시청할 때는 데이터 방송 톱 페이지에서 컨텐츠 선택을 실시하지 않으면 안되었다.

## 보충서술
- 예전에는 다른 BS디지털 방송국과 달리 지상파 프로그램 시차방송을 많이 하고 있으며 이런 이유로 TXN계열 방송국이 없는 곳에서는 이 방송국을 통해 TV 도쿄의 프로그램을 시청하였으나, 2009년 이후에는 점차 지상파 프로그램 방송 비율이 감소하고 있다.